# Henry Padovani
Henry Padovani (ur. 13 października 1952 w Bastii) – francuski gitarzysta, członek pierwotnego składu zespołu The Police.
Padovani grał z The Police od stycznia do września 1977 roku w tym od lipca razem z Andy Summersem tworząc kwartet. Po odejściu z zespołu dołączył do Wayne County & the Electric Chairs a następnie utworzył własny zespół The Flying Padovanis, z którym nagrał albumy Font L'Enfer oraz They Call Them Crazy. W latach od 1984 do 1994 roku Padovani był zastępcą prezesa IRS Records a następnie managerem Zucchero.
W 2006 roku powrócił do kariery muzyka wydając solowy album À Croire Que C'était Pour La Vie. W 2007 roku reaktywował zespół The Flying Padovanis.